# Phaeosphaeria berlesei
Phaeosphaeria berlesei är en svampart som först beskrevs av M.J. Larsen & Munk, och fick sitt nu gällande namn av Hedjar. 1969. Phaeosphaeria berlesei ingår i släktet Phaeosphaeria och familjen Phaeosphaeriaceae.  Arten är reproducerande i Sverige. Inga underarter finns listade i Catalogue of Life.